# Armeni in Siria
Gli armeni in Siria (in armeno Հայերը Սիրիայում?; in arabo الأرمن في سوريا‎?) costituiscono una comunità molto antica, strettamente legata alla comunità armena in Libano. La presenza armena nel paese, documentata già in periodo antico, venne rafforzata da costanti flussi immigratori nel corso del Basso medioevo. La comunità si ampliò poi soprattutto in seguito al genocidio armeno, in seguito all'arrivo di decine di migliaia di rifugiati, i quali si stabilirono principalmente ad Aleppo e Damasco. Gran parte della comunità ha abbandonato la Siria in seguito allo scoppio della guerra civile siriana.

## Storia

### Medioevo e periodo ottomano

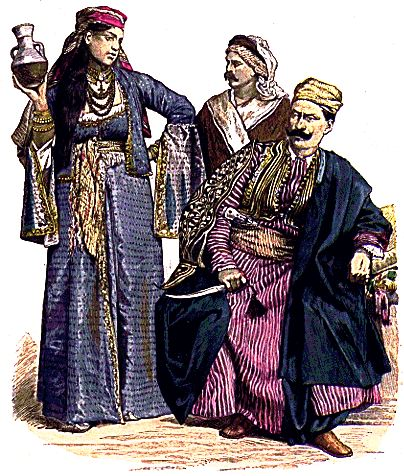
Rappresentazione di una ragazza armena insieme a uomini drusi a Damasco, XIX secolo

Tra il X e l'XI secolo le autorità bizantine favorirono lo stabilimento di numerosi nobili e soldati armeni in Cilicia, Cappadocia e Mesopotamia settentrionale. La forte presenza armena in Cilicia dette vita al Regno armeno di Cilicia, che si separò dall'Impero bizantino. Successivamente, a partire dall'XI secolo e per tutto il Basso Medioevo, le invasioni da parte di vari popoli e dinastie di stirpe turca e mongola spinsero vaste comunità di armeni a migrare dall'Altopiano armeno verso la Cappadocia, la Cilicia, Cipro, l'Iran, l'Anatolia, la Siria e il Caucaso.
Gli armeni divennero sudditi dell'Impero ottomano a partire dal XIV secolo e la loro presenza fu documentata nelle principali città dell'impero. La guerra ottomano-safavide combattuta tra il 1623 e il 1639 colpì profondamente i territori armeni e spinse molti locali a rifugiarsi ad Aleppo e Beirut, oltreché in Anatolia. Quest'ultima migrazione rafforzò particolarmente la comunità armena di Aleppo, che sperimentò un periodo di splendore; gli armeni aleppini si specializzarono in particolare nel commercio e nell'artigianato. Altre importanti comunità armene in Siria furono quelle di Antiochia e di Laodicea; nei centri più piccoli gli armeni divennero prevalentemente contadini. L'approccio degli ottomani nei confronti degli armeni, così come di tutti gli altri gruppi etnici e religiosi dell'impero, fu improntato alla tolleranza; essi favorirono il contributo economico e intellettuale dei popoli loro sudditi. Gli armeni nell'Impero ottomano, in quanto cristiani, godettero dello status protetto di dhimmi e furono integrati nel sistema del millet attraverso la costituzione di un millet armeno separato da quello degli altri cristiani. La posizione degli armeni nell'impero cominciò a deteriorarsi a partire dagli anni 1890, culminando nel genocidio armeno.

### Periodo mandatario
Decine di migliaia di sopravvissuti al genocidio si ritrovarono dispersi in tutta la Siria. In seguito al trattato di Ankara del 1921 80 000 rifugiati armeni abbandonarono poi la Cilicia per la Siria mandataria. Numerosi altri rifugiati armeni giunsero poi in Siria dalla Turchia tra il 1929 e il 1930 e tra il 1939 e il 1940, in seguito alla cessione francese del Sangiaccato di Alessandretta alla Turchia. Si stima che nel 1925 i rifugiati armeni contassero 100 000 unità in Siria e 50 000 in Libano, oltrepassando numericamente gli armeni nativi. I rifugiati si distribuirono in tutte le principali città della Siria e del Libano, in particolare ad Aleppo, Beirut e Damasco. La gran parte dei sopravvissuti al genocidio era stata separata dai membri della propria famiglia e dal proprio contesto sociale e comunitario. La comunità armena in Siria si dovette riorganizzare per ricostruire i propri spazi culturali, comunitari e istituzionali. Concentrati inizialmente in campi per rifugiati situati nei limiti delle città, i rifugiati armeni cominciarono a stabilire i propri quartieri a partire dalla fine degli anni 1920. Forti differenze culturali sussistevano tra i rifugiati, in particolare tra gli armeni originari della Cilicia e quelli dei sei vilayet; i primi erano infatti di lingua turca, mentre i secondi di lingua armena. A questi due gruppi si aggiungevano poi gli armeni nativi, tendenzialmente ben integrati economicamente.

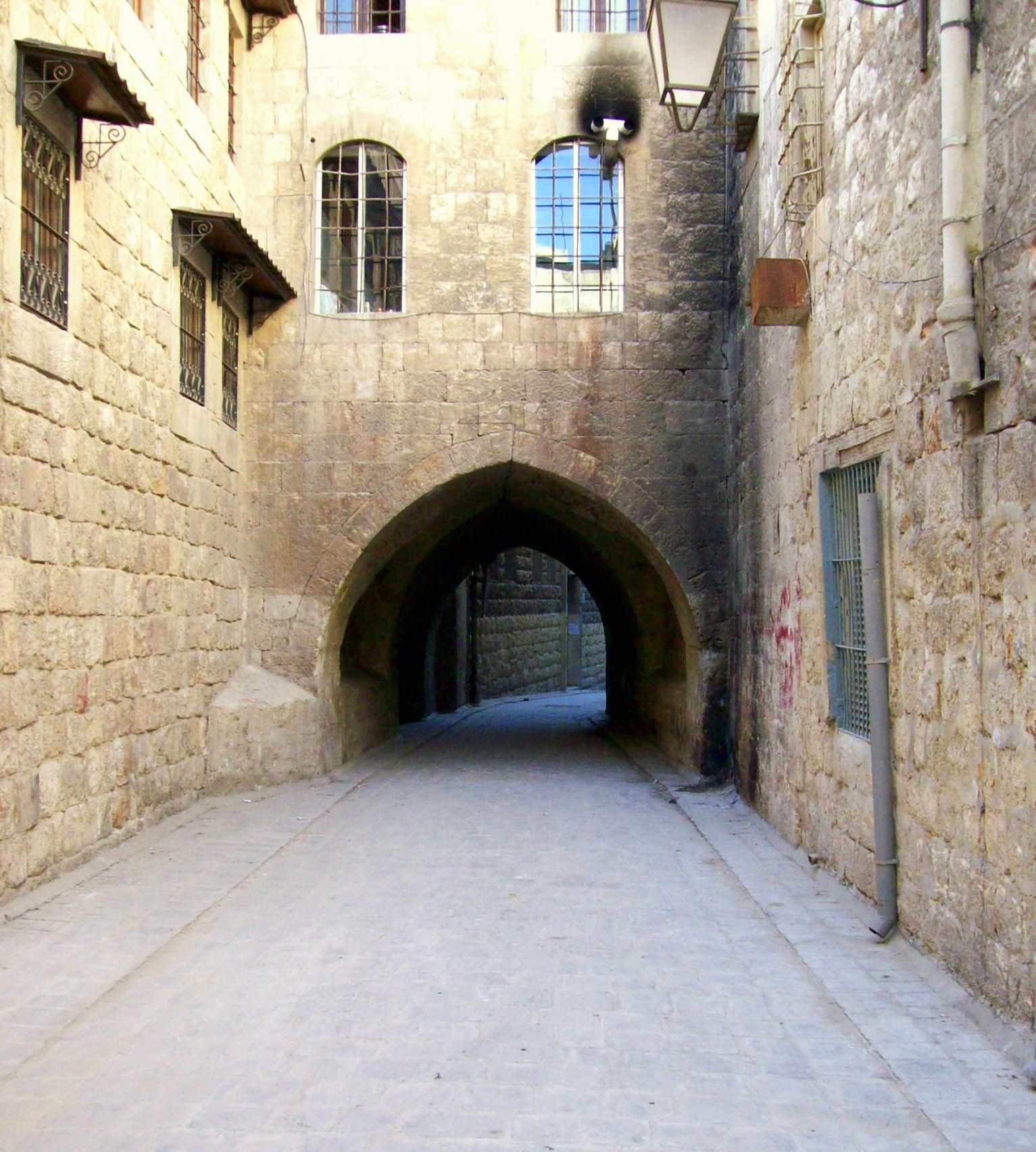
Il vicolo Hokedun nel quartiere armeno di Al-Jdayde ad Aleppo

Un ruolo fondamentale nella ricostruzione della comunità armena lo giocarono le chiese. La politica mandataria affidò alle istituzioni religiose le questioni relative allo status personale dei propri affiliati. La più stabile delle tre chiese armene si dimostrò la Chiesa armeno-cattolica, che aveva storicamente messo radici proprio in Siria e in Libano e che potette contare sul supporto della Santa Sede. I membri della Chiesa apostolica armena in Siria e Libano furono invece inizialmente posti sotto la giurisdizione del Patriarcato armeno di Gerusalemme, fino a quando il Catolicosato della Grande Casa di Cilicia non potette rispristinare la propria autorità, trasferendosi ad Antelias nel 1930. La Chiesa evangelica armena fu quella che venne più duramente colpita dal genocidio, ma si riorganizzò in Siria e in Libano, per poi successivamente espandersi ad altri paesi.
Nei primi anni dopo la prima guerra mondiale i rifugiati armeni preferirono rimanere ai margini della vita politica e sociale siriana. Anche se i sopravvissuti al genocidio vennero sostenuti dagli arabi, i nazionalisti arabi guardavano con sospetto gli stretti rapporti che vigevano tra la comunità armena e le autorità mandatarie francesi; inoltre, le ampie difficoltà socioeconomiche che la Siria dovette affrontare in quel periodo espose la comunità armena alla frustrazione di molti arabi siriani. Le autorità francesi assunsero molti armeni come dipendenti statali e come soldati, favorendoli ai locali arabi. Nel 1924 agli armeni residenti in Siria fu offerta la cittadinanza siriana, sulla base del trattato di Losanna del 1923, fatto che permise loro di integrarsi pienamente. La collaborazione con i francesi fu appoggiata soprattutto dalle istituzioni religiose e dalla componente borghese. La collaborazione della comunità con i francesi, confermata anche dalle elezioni del 1926, nelle quali gli armeni votarono a favore dei francesi, provocò il risentimento della popolazione locale; in questo contesto un campo rifugiati armeno di Damasco venne attaccato; le violenze portarono molti membri della comunità a emigrare verso il Libano.
In ambito politico in seno alla comunità armena emersero una serie di partiti nazionalisti, in particolare la Federazione Rivoluzionaria Armena, il Partito Socialdemocratico Hunchakian e il Partito Liberale Democratico Armeno; queste ultime due formazioni si opposero alla prima per motivi di natura ideologica e strategica. Furono poi attivi anche i comunisti, che sostennero pienamente la lotta nazionalista araba e l'indipendenza della Siria; il leader comunista armeno Artin Madoyan collaborò infatti con Sultan al-Atrash nell'ambito della grande rivoluzione siriana. Nel 1928 venne eletto il primo armeno in parlamento e la costituzione siriana del 1930 tutelò la rappresentanza delle minoranze religiose. Il contributo politico armeno alla lotta per l'indipendenza accelerò nel corso degli anni 1930 e quattro candidati armeni vennero eletti nel 1936; stessa cosa avvenne nel 1943. Il supporto della comunità alla lotta per l'indipendenza crebbe soprattutto nel 1939, in seguito alla cessione dei francesi del Sangiaccato di Alessandretta alla Turchia. La comunità sperimentò un importante sviluppo socioeconomico e la formazione di una forte classe media e imprenditoriale.

### Nella Siria indipendente
Nel 1946 la Siria ottenne l'indipendenza; gli armeni erano ormai integrati dal punto di vista sociale ed economico; la comunità era cresciuta a 125 000 unità. A partire dal 1945 l'Unione Sovietica cominciò a organizzare il cosiddetto "rimpatrio armeno" con il fine di portare le comunità della diaspora armena a stabilirsi nella Repubblica Socialista Sovietica Armena. Nel 1946 le autorità sovietiche cominciarono a registrare gli interessati. In Siria i principali centri per l'organizzazione del rimpatrio furono stabiliti ad Aleppo e a Damasco, oltreché nella vicina Beirut. Decine di migliaia di armeni siriani e libanesi si riversarono a Beirut, alloggiando per giorni principalmente nel quartiere di Karantina, in attesa delle due imbarcazioni Russia e Transylvania, che li portarono a Batumi, da dove poi continuarono il proprio percorso per Erevan. Entro il 1948 circa 32 000 armeni siriani e libanesi avevano aderito alle campagne di rimpatrio.
Nella prima metà degli anni 1950 il regime di Adib al-Shishakli represse i partiti politici armeni, anche se varie personalità armene mantennero importanti posizioni in ambito istituzionale. La comunità, generalmente indifferente nei confronti del panarabismo, giocò un ruolo marginale nell'ambito della nascita della Repubblica Araba Unita, alla quale la Siria aderì nel 1958; i partiti politici armeni in quel periodo si concentrarono infatti sulle lotte egemoniche nella Chiesa apostolica armena successive all'elezione del catholicos Zareh I. Le istituzioni comunitarie e i partiti politici soffrirono per il nuovo ambiente generato dal nuovo regime nasserista, nelle quali le libertà civili vennero fortemente limitate. Le tensioni tra lo Stato e la comunità portarono centinaia di armeni a emigrare verso il Libano. Nell'ambito dei colpi di Stato e delle lotte interne del partito Ba'th negli anni 1960 la comunità rimase esclusa dalla vita politica. Alla fine degli anni 1960 la comunità contava 150 000 membri.

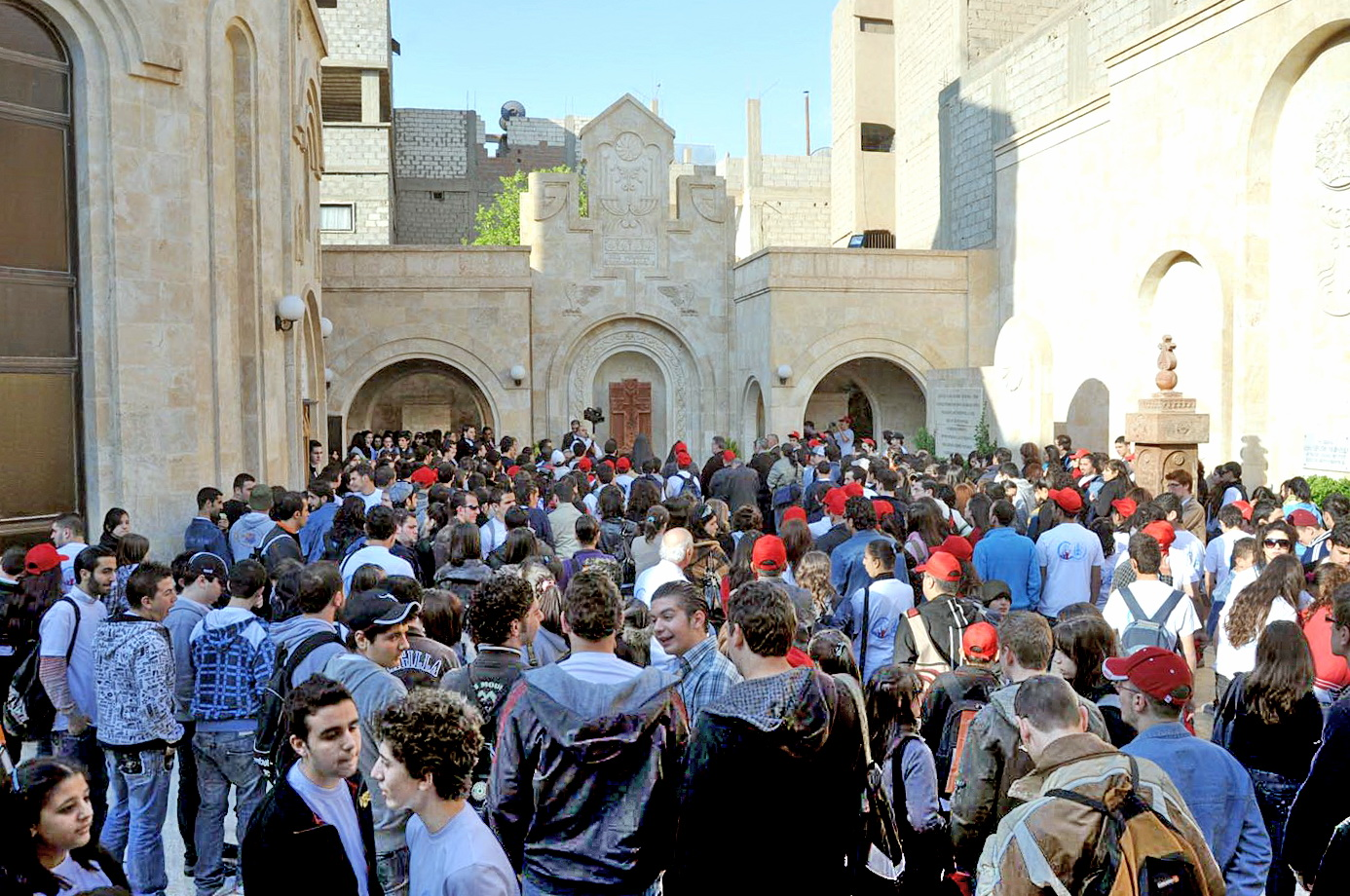
Pellegrini armeni a Deir el-Zor, 2009

Nel corso degli anni 1970, sotto le politiche economiche del regime di Hafiz al-Asad, la classe media armena vide migliorare significativamente il proprio tenore di vita; la crescita economica si arrestò però negli anni successivi. Nel 1989 venne avviata la costruzione della Chiesa dei Martiri Armeni a Deir el-Zor, che venne inaugurata nel 1991 in ricordo delle vittime del genocidio e che da allora attirò ogni anno numerosi pellegrini armeni da tutta la Siria e dal Libano. L'indipendenza dell'Armenia nel 1991 rappresentò un'occasione per gli armeni siriani per approfondire le relazioni con le comunità armene all'estero, soprattutto dal punto di vista culturale e mediatico. Nel 2003 vivevano in Siria tra i 65 000 e i 90 000 armeni.

#### La guerra civile
A partire dal 2011 nell'ambito della primavera araba scoppiarono rivolte anche in Siria. La situazione precipitò e la rivoluzione si evolvette in una guerra civile. La comunità rimase traumatizzata dalle proteste, dominate dalla componente sunnita. La Federazione Rivoluzionaria Armena sostenne il regime, organizzando manifestazioni in favore del governo e milizie per difendere i quartieri armeni di Aleppo. L'appoggio della comunità al regime di Bashar al-Assad rappresentò una svolta nel suo ruolo, fino ad allora marginale, nell'ambito della scena politica. Nel marzo 2014 la città armena di Kessab venne invasa dal Fronte al-Nusra, mentre a settembre a Deir el-Zor l'ISIS distrusse la Chiesa dei Martiri Armeni. La gran parte della comunità abbandonò il paese; oltre 22 000 armeni siriani si stabilirono in Armenia, che concedette loro la cittadinanza, mentre 15 000 emigrarono in Libano. Molti degli armeni del villaggio di al-Ya'qubiyah si stabilirono in Artsakh. Nel 2017 la comunità si era ridotta a 28 000 unità, 18 000 delle quali ad Aleppo.

## Cultura

### Lingue e identità
La maggior parte della comunità fa riferimento al dialetto armeno occidentale. Il dialetto armeno di Kessab si distingue fortemente e risulta inintelligibile agli altri armeni. La componente affiliata alla Chiesa apostolica armena è fortemente legata alla propria identità linguistica ed è strettamente endogama, a differenza degli armeno-cattolici, i quali hanno per la gran parte adottato la lingua araba e si uniscono spesso in matrimonio con altri cattolici. Le comunità armene dei villaggi di al-Ghunaymiyah, al-Ya'qubiyah e 'Aramu sono tradizionalmente di lingua araba e si distinguono per la loro affiliazione alla Chiesa latina o a chiese evangeliche.

### Mondo associazionistico

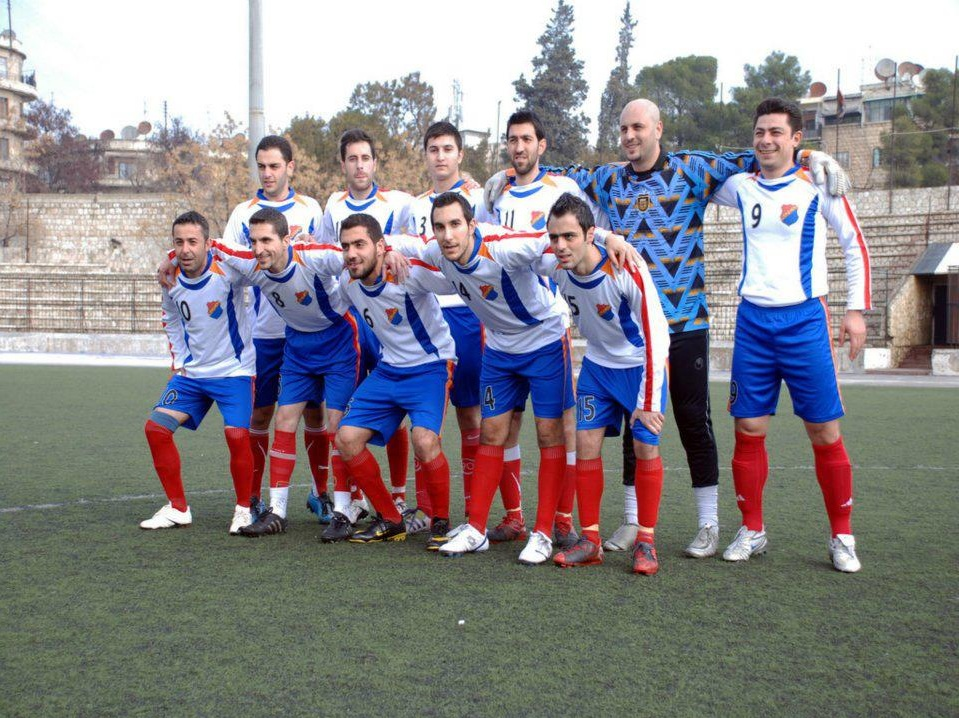
Al-Yarmouk SC, squadra calcistica armena siriana, 2011

In seguito al genocidio il mondo associazionistico armeno si concentrò soprattutto nel fornire assistenza ai rifugiati; le principali associazioni furono sostenute dalle chiese. Importanti associazioni caritatevoli furono l'Armenian General Benevolent Union e l'Armenian Relief Cross. Il mondo associazionistico si occupò anche della vita culturale e ricreativa della comunità, specie per quanto riguardava i giovani e lo sport. Tra le principali associazioni sportive armene emersero il Homenetmen e il Homenmen, che a partire dagli anni 1940 giunsero a rivestire un ruolo di primo piano nella vita sportiva del paese, specie nel calcio, nel ciclismo e nell'atletica. A partire dagli anni 1940 la svolta autoritaria vissuta dal paese, i vari regimi politici e le restrizioni imposte da questi non favorirono le associazioni armene, che dovettero limitare la propria identità culturale e vedersi controllate dalle autorità. Il mondo associazionistico armeno sopravvisse però grazie all'azione delle chiese, che garantirono protezione.

### Istruzione

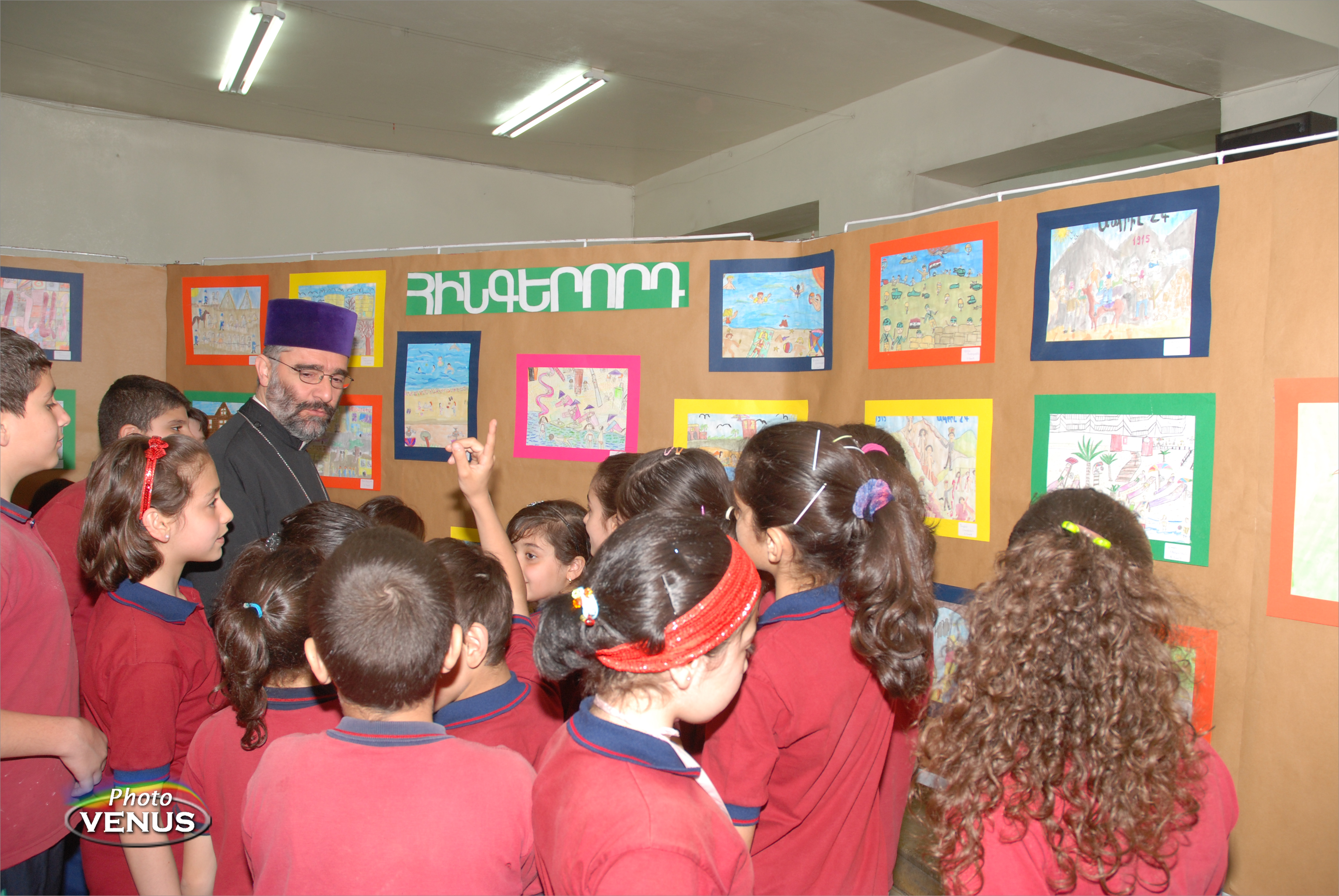
Bambini in una scuola armena ad Aleppo, 2008

Le prime scuole armene in Siria, in particolare ad Aleppo, sono documentate fin dal 1849, ma fu solo in seguito al genocidio e all'afflusso di rifugiati che il loro numero nel paese divenne considerevole. A differenza di quanto avvenne in Libano, in Siria lo Stato si impegnò a occuparsi del settore educativo, centralizzando il programma educativo anche delle scuole private, garantendo però alle scuole armene anche un quantitativo di ore da concentrare allo studio della lingua e della cultura armena. A partire dagli anni 1960 i regimi ba'thisti imposero iniziative di arabizzazione e nel 1967 le scuole private vennero poste sotto il controllo del ministero dell'istruzione. La comunità armena raggiunse poi un compromesso che ripristinò una parziale autonomia. Il regime ba'athista ha adottato un approccio tollerante e tendenzialmente non intrusivo nei confronti delle scuole armene, esigendo tuttavia da parte di queste la promozione del regime e dell'ideologia ba'athista.

### Cultura mediatica e letteraria
L'ambiente culturale armeno venne in larga parte distrutto in occasione del genocidio armeno. Aleppo divenne uno dei principali centri della rinascita culturale armena, grazie al contributo di importanti intellettuali sopravvissuti al genocidio, tra i quali Vahe Vahian, Antranig Dzarugian e Simon Simonian. I partiti politici giocarono un ruolo fondamentale nella produzione culturale, creando ognuno la propria sezione culturale. In epoca mandataria emersero decine di periodici e giornali armeni, tra i quali Hay Tzain, Darakir, Suriagan Mamoul e Yeprad. Tuttavia, a partire dagli anni 1940 la repressione politica convinse la gran parte degli intellettuali armeni siriani a rifugiarsi principalmente a Beirut; la maggior parte delle riviste armene siriane non sopravvisse dopo gli anni 1960.